# Santa Rosa de Leales

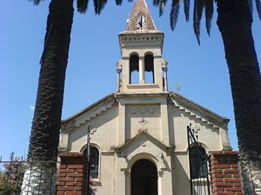
Templo parroquial de Santa Rosa de Leales, concluido en la década de 1920 y puesto bajo la advocación de la santa peruana, Santa Rosa de Lima.

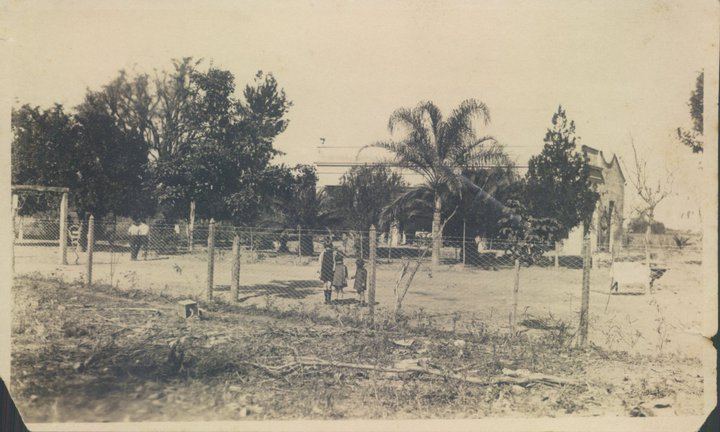
Antigua fotografía que muestra el casco de la estancia "Ollantay", propiedad del gobernador Miguel Mario Campero, en la década de 1920. Archivo Histórico de la provincia de Tucumán.

Santa Rosa de Leales es una localidad y comuna rural situada en el departamento Leales, en la provincia de Tucumán, Argentina.
Se encuentra a 40 km de la capital provincial, por RN 9.
Fue fundada por ley provincial en el año 1901, gracias al impulso del senador provincial Lisandro Aguilar, un hacendado de la zona casado con Casilda Clementina Campero-Campero, miembro de una tradicional familia tucumana afincada en el Departamento Leales. La fundación de la villa permitió la construcción posterior de la estación de ferrocarril de la línea que unía San Miguel de Tucumán con las Termas de Río Hondo en Santiago del Estero. 
El pueblo se construyó sobre los terrenos expropiados a los señores Electo Campero Espinoza, Alfredo Campero Espinoza, Doña Isabel Espinoza,viuda de Don Juan Bautista Campero Delgado, y a Teodosio Campero Pomo, todos ellos miembros de la familia antes citada. 
El nombre del pueblo era la continuación de la antigua denominación de ese caserío, el cual en el siglo XIX, en los censos nacionales de 1869 y 1895 era identificado como "Loma Verde-Santa Rosa". 
En años posteriores se construyeron los edificios de la iglesia parroquial que tiene como patrona elegida a Santa Rosa de Lima, de su elección como patrona existen varias versiones. La construcción del templo fue iniciado en 1912 y concluido gracias a los fondos provistos por el primer  gobierno del Dr. Miguel Mario Campero entre 1924 y 1928, como también el edificio del Registro Civil. También se creó la biblioteca pública Almafuerte, de la cual Miguel Campero fue su presidente entre 1915 a 1919, y la posta sanitaria, que actualmente funciona como hospital zonal, cuyo primer edificio fue realizado gracias al impulso de su gobierno en 1926. 
Durante el segundo periodo de gobierno de Campero (1935-1939) se inauguró en la esquina sudoeste de la plaza principal de la villa, un gimnasio cubierto con espacios abiertos para la práctica de deportes. Actualmente el mismo se encuentra en pie.Con obras de refacción desde el año 2019
Miguel Mario Campero poseía fuertes lazos familiares con Santa Rosa de Leales en razón de que su familia era oriunda de esa localidad, siendo propietario de una finca en sus cercanías denominada "Ollantay".

## Población
Cuenta con 1934 habitantes (Indec, 2010), lo que representa un incremento del 10% frente a los 1756 habitantes (Indec, 2001) del censo anterior.
| Gráfica de evolución demográfica de Santa Rosa de Leales entre 1991 y 2010 |
|                                                                            |
| Fuente: Censos nacionales del INDEC                                        |

## Campo Experimental RegionalINTALeales
Esta unidad experimental antes de  1958 era la "Estación Zootécnica de Santa Rosa de Leales" dependiente de la provincia. Cuenta con 1.492 ha donde se llevan actividades de dos temas, "ganadería": bovinos para carne y caprinos, y "granos": maíz y poroto.

## Fiesta de Santa Rosa de Lima
Anualmente en agosto.
La fiesta principal de la localidad acontece el 30 de agosto, festividad de la patrona del pueblo, Santa Rosa de Lima.

## Parroquias de la Iglesia católica en Santa Rosa de Leales
| Diócesis  | Santísima Concepción |
| --------- | -------------------- |
| Parroquia | Santa Rosa de Lima   |